# ثعلبة بن صعير المازني
ثعلبة بن صُعير المازني شاعر عربي من العصر الجاهلي، يعتبر من أقدم شعراء الجاهِلية ومن المقلين في نظم الشعر مع أنه كان مشهودا له بالقدرة الشعرية.

## اسمه ونسبه
ينتسب الشاعر إلى بني مازن من تميم فهو ثعلبة بن صُعَيْر بن خُزاعي من بني مازن بن مالك بن عمرو بن تميم بن مر بن أدّ بن طابخة بن إلياس بن مضر بن نزار، فهو تميمي مضري.

## شعره
له قصيدة رائية أوردها له صاحب المفضل الضبي في مفضلياته وهي التي مطلعها:
حيث بدأ ثعلبة قصيدته مخاطبا محبوبته عمرة وطلب منها الوفاء بوعدها، ثم انتقل إلى وصف راحلته حيث شبهها بالنعامة. كما فخر الشاعر بنفسه وكرمه وشجاعته وبلاغته في القصيدة. وقد قال النُّقاد القدامى عن هذه القصيدة بأن لو كان لثعلبة خمس قصائد مماثلة لها لَعُدَّ من طبقة الفحول.